# SLC35F6
SLC35F6 (англ. Solute carrier family 35 member F6) – білок, який кодується однойменним геном, розташованим у людей на короткому плечі 2-ї хромосоми.  Довжина поліпептидного ланцюга білка становить 371 амінокислот, а молекулярна маса — 40 214.
| 10         |  | 20         |  | 30         |  | 40         |  | 50         |
| ---------- |  | ---------- |  | ---------- |  | ---------- |  | ---------- |
| MAWTKYQLFL |  | AGLMLVTGSI |  | NTLSAKWADN |  | FMAEGCGGSK |  | EHSFQHPFLQ |
| AVGMFLGEFS |  | CLAAFYLLRC |  | RAAGQSDSSV |  | DPQQPFNPLL |  | FLPPALCDMT |
| GTSLMYVALN |  | MTSASSFQML |  | RGAVIIFTGL |  | FSVAFLGRRL |  | VLSQWLGILA |
| TIAGLVVVGL |  | ADLLSKHDSQ |  | HKLSEVITGD |  | LLIIMAQIIV |  | AIQMVLEEKF |
| VYKHNVHPLR |  | AVGTEGLFGF |  | VILSLLLVPM |  | YYIPAGSFSG |  | NPRGTLEDAL |
| DAFCQVGQQP |  | LIAVALLGNI |  | SSIAFFNFAG |  | ISVTKELSAT |  | TRMVLDSLRT |
| VVIWALSLAL |  | GWEAFHALQI |  | LGFLILLIGT |  | ALYNGLHRPL |  | LGRLSRGRPL |
| AEESEQERLL |  | GGTRTPINDA |  | S          |  |            |  |            |

A: Аланін

C: Цистеїн

D: Аспарагінова кислота

E: Глутамінова кислота

F: Фенілаланін

G: Гліцин

H: Гістидин

I: Ізолейцин

K: Лізин

L: Лейцин

M: Метіонін

N: Аспарагін

P: Пролін

Q: Глутамін

R: Аргінін

S: Серин

T: Треонін

V: Валін

W: Триптофан

Кодований геном білок за функцією належить до фосфопротеїнів. 
Задіяний у такому біологічному процесі як транспорт. 
Локалізований у мембрані, мітохондрії, лізосомі.